# Реки Панамы
В Панаме насчитывается около 500 рек. Около 350 из них относятся к бассейну Тихого океана, и около 150 — к бассейну Атлантического океана (Карибского моря). Большинство рек берут начало в горах, у водораздельного хребта Кордильер, а в нижнем течении протекают по равнинам, образуя меандры. Реки Панамы особенно полноводны во время сезона дождей, в октябре и декабре, и мелеют, а в некоторых случаях, и пересыхают, во время сухого сезона, в январе и апреле.

## Бассейн Тихого океана
Реки бассейна Тихого океана длиннее, имеют более медленное течение и большие бассейны. Многие из них судоходны, а по Туире могут ходить даже большие корабли. Крупнейшие из рек этого бассейна:
| Название                        | Длина, км |
| ------------------------------- | --------- |
| Чукунаке                        | 231       |
| Туира                           | 230       |
| Баяно (в нижнем течении — Чепо) | 206       |
| Санта-Мария                     | 173       |
| Бальсас                         | 152       |
| Чирики-Вьехо                    | 128       |
| Сан-Пабло                       | 126       |
| Кобре                           | 111       |
| Чирики                          | 108       |
| Табасара                        | 109       |
| Гранде                          | 97        |
| Чико                            | 76        |

К бассейну Тихого океана относятся также реки Давид, Махагуа, Сан-Феликс, Ла-Вилья, Кокле-дель-Сур, Пакора, Мамони, Лара, Конго, Сабанас, Туира, Самбу.

## Бассейн Атлантического океана
Реки бассейна Атлантического океана более короткие и быстрые. Они имеют большое значение для гидроэнергетики. Особенно важна река Чагрес, наполняющая водой искусственное озеро Гатун, через которое проходит Панамский канал. Другие важные реки этого бассейна: Сиксаола, Йоркин, Сан-Сан, Чангуинола, Терибе, Гуаривьяра, Крикамола, Кокле-дель-Норте, Тоабрие, Индио, Каскахаль, Номбре-де-Диос, Канганди.